# Muriel Millard
Muriel Millard, née le 3 décembre 1922 à Montréal et morte le 30 novembre 2014 dans la même ville,, est une chanteuse et comédienne, danseuse, puis artiste peintre québécoise.

## Biographie
Aînée d'une famille montréalaise de huit enfants, d'Alfred Millard et de Marie-Paule Gendron, elle commence sa carrière en 1935, à 13 ans. Les chansons fantaisistes deviennent sa spécialité, un créneau qu’elle occupe presque seule tout au long de sa carrière.
Muriel Millard remporte, en 1938, un premier prix à l'émission Les jeunes talents Catelli à CKAC. Par la suite, elle fait des tournées avec la troupe de Jean Grimaldi. Elle présente alors des imitations de chanteuses françaises, telles Joséphine Baker, Lucienne Boyer et Mistinguett.
En 1942, elle connaît son premier grand succès sur disque, avec la chanson Y'a pas d'cerises en Alaska. En 1943, elle se produit au cabaret Old Europe de New York. En 1945, elle fait ses débuts au Théâtre national à Montréal.
Sa grande popularité sur les ondes lui vaut d'être choisie Reine de la radio en 1950 par le journal Radiomonde.
Durant les années 1950, Muriel Millard est très présente dans plusieurs cabarets montréalais et en province. Muriel Millard fait aussi plusieurs apparitions à la télévision : Feux de joie, Music-hall et Porte ouverte (avec Jacques Normand et Gilles Pellerin). En 1960 et 1961, elle remporte les trophées de la meilleure chanteuse populaire au Gala de la radio-télévision montréalaise.
Affectionnant les spectacles à grand déploiement, avec paillettes et danseurs, Muriel Millard connaît tellement de succès dans les cabarets ou à la télévision qu'on lui donne le surnom de « Miss Music-hall », qu'elle conserve tout au long de sa carrière.
Elle est alors une grande vedette et se produit de 1965 à 1968, à la Comédie-Canadienne, à la Place des Arts et au Forum de Montréal.
Elle enregistre plusieurs chansons dont elle est l'auteure, dont la plus célèbre « Les vieilles maisons » (1961), qui a été intronisée en 2007 au Panthéon des auteurs et compositeurs canadiens.
Elle a un frère, Denis Paris, qui fait aussi carrière dans la chanson. Dans un sketch rendu populaire à l'émission 100 limite, diffusée sur les ondes de Télévision Quatre Saisons dans les années 1990, il prècise avoir eu une carrière de 37 ans au cabaret Nouveau Champlain.
À partir de 1969, elle se consacre à la peinture, ne faisant que quelques rares apparitions à la télévision et à la radio.

## Honneurs
- 1950 : couronnée Reine de la radio par le journal Radiomonde
- 1960 et 1961 :  élue meilleure chanteuse populaire au Gala de la radio-télévision montréalaise
- 1992 : Médaille d'honneur de l'assemblée nationale du Québec[2]
- 2007 : le Panthéon des auteurs et compositeurs canadiens intronise la chanson « Les vieilles maisons », composée en 1960 par Muriel Millard[5]

## Sources
- Suzanne Thomas, puis Andrew McIntosh, « Millard, Muriel », dans l'Encyclopédie canadienne
- Rétro-jeunesse 1960
- Bilan du siècle